# Fernando Andina

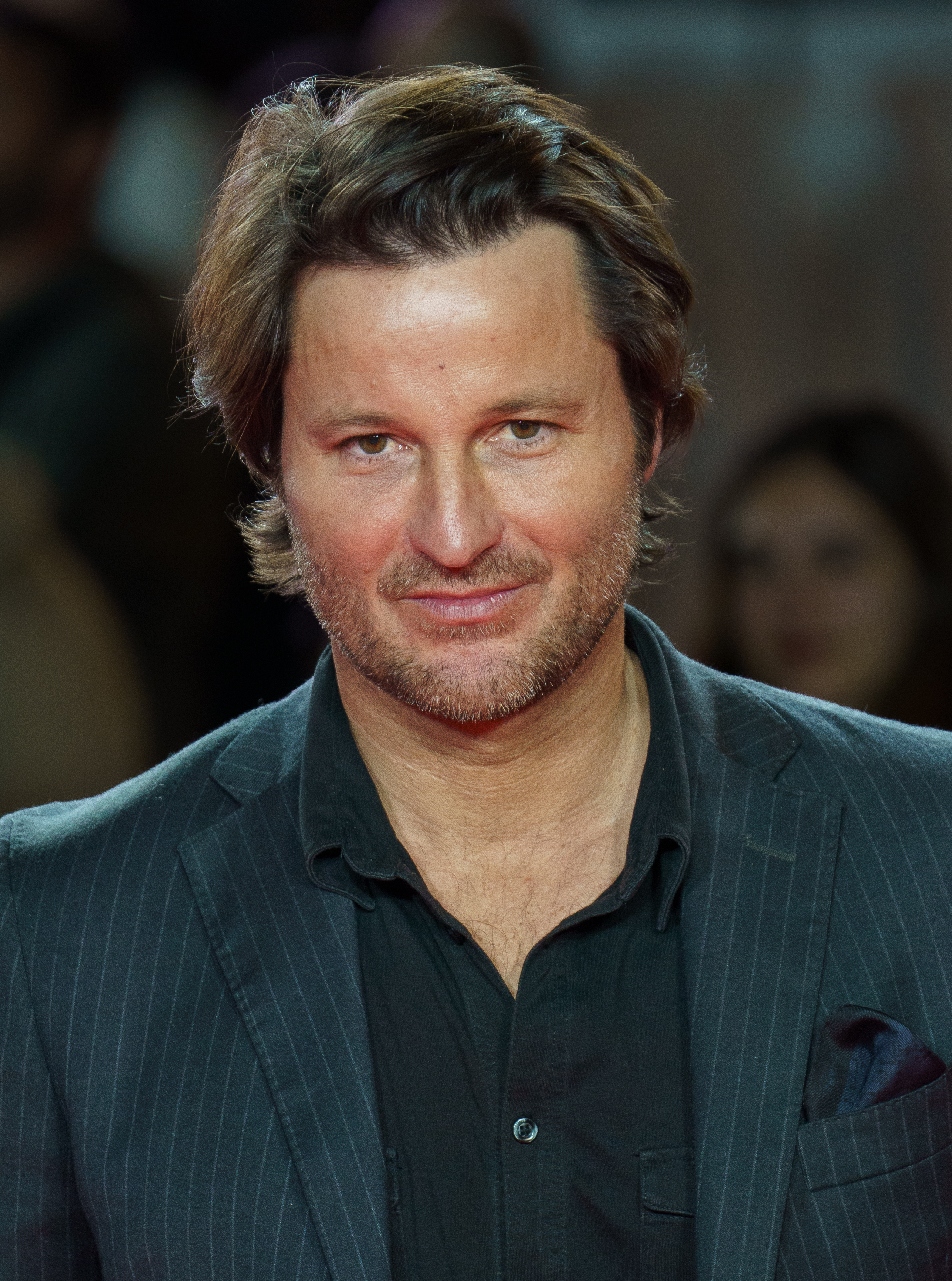
Fernando Andina (2025)

Fernando Andina (* 22. Mai 1976 in Madrid, Spanien) ist ein spanischer Schauspieler.

## Leben
Andina studierte Schauspiel in den Vereinigten Staaten und Spanien. Seine erste Hauptrolle hatte er in der Fernsehserie Al salir de clase.

## Filmografie (Auswahl)
- 2001: Vier Frauen gegen eine Bank (El palo)
- 2003: Más de mil cámaras velan por tu seguridad
- 2005: El último alquimista
- 2006: El ciclo Dreyer